# 酸化ウラン(VI)
酸化ウラン(VI)（さんかウラン ろく）または三酸化ウラン（さんさんかウラン）はウランの酸化物で、ウランの酸化数は +6 である。硝酸ウラニルを400 ℃に加熱することで得られる。結晶は多形性があり、たとえば γ-UO3 は黄色 - 橙色の粉末となる。

## 製法および用途
酸化ウラン(VI)の生成法は3つある。そのうち2つは核燃料再処理とウラン濃縮の際に用いられる。
1. 八酸化三ウラン(U3O8) を500 ℃で酸化する.[2]。750 ℃以上では5気圧の酸素中でも酸化ウラン(VI)から八酸化三ウランへの分解が生じる[3]
2. 硝酸ウラニル (UO2(NO3)2·6H2O) を400 - 600 ℃で加熱分解する。硝酸ウラニルは核燃料の再処理において発生する。燃料棒はウランを硝酸ウラニルとしてプルトニウムや核分裂生成物から分離するため硝酸に溶解される（PUREX法）。分離精製された硝酸ウラニルを加熱分解して得た酸化ウラン(VI)は、さらに水素で還元して酸化ウラン(IV)とし、燃料工場に回される。
3. 重ウラン酸アンモニウム ((NH4)2U2O7)または重ウラン酸ナトリウム (Na2U2O7·6H2O) を500 ℃で加熱分解する。これらはウラン濃縮の際にイエローケーキから酸化ウラン(VI)に転換する際の中間物質である。酸化ウラン(IV)と四フッ化ウランを経て六フッ化ウランを得る[4]

酸化ウラン(VI)はゲル状にして処理工場間、特に鉱山から転換工場への輸送に用いられる。転換工場では、再処理工場で回収されたウラン酸化物は回収ウラン（reprocessed unanium, RepU）と呼ばれる。
カメコはカナダのオンタリオ州ブラインドリバーにある世界最大級のウラン精製工場で高純度酸化ウラン(VI)を生産している。
ウランがケイ素分を多く含む水により腐食されると酸化ウラン(IV) および酸化ウラン(VI)  またはコフィン石が生ずる。純水中では1週間のうちにシェップ石 (UO2)8O2(OH)12·12(H2O) が生じ、4ヶ月後にはシュトゥット石 (UO2)O2·4(H2O) が生ずる。水中で保管される使用済み核燃料の表面には、より安定した過酸化ウラニルからなるメタシュトゥット石が生じることもある。上記のような金属ウランの腐食に関する報告は、イギリス王立協会から出版されている。

## 反応
酸化ウラン(VI)は400 ℃でジクロロジフルオロメタンと反応して四フッ化ウランとなり、塩素、ホスゲン、二酸化炭素を生じる。トリクロロフルオロメタンとの反応では二酸化炭素の代わりに四塩化炭素が生じる。これは一般には化学的に安定と言われているハロゲン化度の高いフロンの分解反応である
{\displaystyle {\ce {2CF2Cl2\ + UO3 -> UF4\ + CO2\ + COCl2\ + Cl2}}}
{\displaystyle {\ce {4CFCl3\ + UO3 -> UF4\ + 3COCl2\ + CCl4\ + Cl2}}}
酸化ウラン(VI)はリン酸トリブチルとテノイルトリフルオロアセトンを含んだ超臨界二酸化炭素に超音波をあてることで溶解する。